# عبدالله عواجی
عبدالله عواجی (انگلیسی: Abdullah Awaji؛ زادهٔ ۲۰ مارس ۱۹۹۴) یک ورزشکار اهل عربستان سعودی است.
از باشگاه‌هایی که در آن بازی کرده‌است می‌توان به باشگاه فوتبال الفیصلی عربستان سعودی اشاره کرد.